# Felsőszentmárton, Baranya
Felsőszentmárton (în croată Martinci) este un sat în districtul Sellye, județul Baranya, Ungaria, având o populație de 1.042 de locuitori (2011).

## Demografie
Componența etnică a satului Felsőszentmárton
     Croați (57,26%)
     Maghiari (41,94%)
     Alții (0,8%)
Componența confesională a satului Felsőszentmárton
     Romano-catolici (70,73%)
     Fără religie (1,63%)
     Reformați (1,54%)
     Necunoscută (26,1%)
     Alte religii (1,34%)
Conform recensământului din 2011, satul Felsőszentmárton avea 1.042 de locuitori. Din punct de vedere etnic, majoritatea locuitorilor (57,26%) erau croați, cu o minoritate de maghiari (41,94%).  Din punct de vedere confesional, majoritatea locuitorilor (70,73%) erau romano-catolici, existând și minorități de persoane fără religie (1,63%) și reformați (1,54%). Pentru 26,1% din locuitori nu este cunoscută apartenența confesională.